# Municipio de Blind Lake
El municipio de Blind Lake (en inglés: Blind Lake Township) es un municipio ubicado en el condado de Cass en el estado estadounidense de Minnesota. En el año 2010 tenía una población de 82 habitantes y una densidad poblacional de 0,9 personas por km².

## Geografía
El municipio de Blind Lake se encuentra ubicado en las coordenadas 46°50′56″N 94°11′48″O / 46.84889, -94.19667. Según la Oficina del Censo de los Estados Unidos, el municipio tiene una superficie total de 91.49 km², de la cual 88,41 km² corresponden a tierra firme y (3,36 %) 3,07 km² es agua.

## Demografía
Según el censo de 2010, había 82 personas residiendo en el municipio de Blind Lake. La densidad de población era de 0,9 hab./km². De los 82 habitantes, el municipio de Blind Lake estaba compuesto por el 82,93 % blancos, el 4,88 % eran amerindios y el 12,2 % eran de una mezcla de razas. Del total de la población el 3,66 % eran hispanos o latinos de cualquier raza.